# Agía Triáda (Afídnes, Attique)
Agía Triáda (grec moderne : Αγία Τριάδα), anciennement connue sous le nom d'Ippokrátios Politía (grec moderne : Ιπποκράτειος Πολιτεία), est une localité située dans le dème d'Oropós, dans le district régional d'Attique-de-l'Est, dans la périphérie d'Attique, en Grèce.
Selon le recensement de 2021, elle compte 995 habitants.